# 狭叶黄檀
狭叶黄檀（学名：Dalbergia stenophylla），为豆科黄檀属下的一个植物种。其种加词“Stenophylla”意为“窄叶的”。